# Allium oleraceum
Allium oleraceum es una especie perteneciente a la familia de las amarilidáceas.

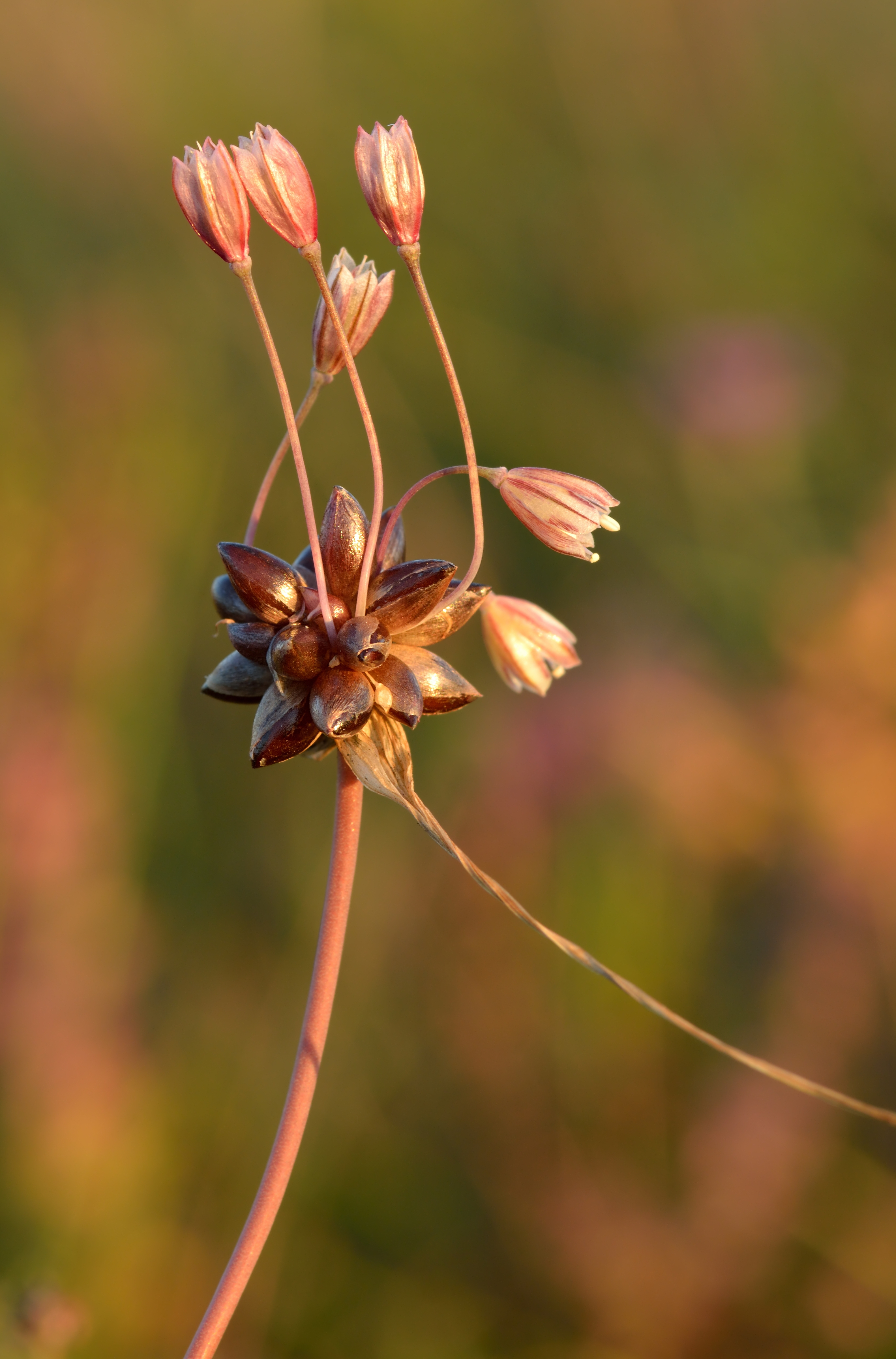

## Descripción
Inflorescencia redondeada laxa de flores blanquecinas, teñidas de verde, rosa marrón, en cabillos largos con muchos o pocos bulbillos en la base de la inflorescencia. Flores acampanadas, de hasta 7 mm de largo, segmentos externos más anchos que los internos; estambres de la misma longitud; las espatas rodean la inflorescencia con un largo apéndice delgado. Tallo floral de hasta 1 m; 2-4 hojas, lineales o filiformes, estriadas por encima y costilladas por debajo, envainadoras en la base. Florece en verano.
Distribución
Gran parte de Europa, excepto España, Portugal, Albania y Turquía; introducida en Islandia.
Ha sido citada en España en la provincia de León.
Hábitat
Habita en terreno rocoso, en malezas y junto a las carreteras.

## Taxonomía
Allium oleraceum fue descrita por Carlos Linneo y publicado en Species Plantarum 1: 299, en el año 1753.

El Allium oleraceum descrito por Des Moul. es el Allium paniculatum subsp. longispathum de (Redouté) K.Richt.
Etimología
Allium: nombre genérico muy antiguo. Las plantas de este género eran conocidos tanto por los romanos como por los griegos. Sin embargo, parece que el término tiene un origen celta y significa "quemar", en referencia al fuerte olor acre de la planta. Uno de los primeros en utilizar este nombre para fines botánicos fue el naturalista francés Joseph Pitton de Tournefort (1656-1708).
oleraceum: epíteto latino que significa "con fragancia de verduras".
Sinonimia
- Allium complanatum Boreau
- Allium intermedium G.Don
- Allium oxypetalum G.Don
- Allium pallens var. pseudooleraceum Seregin.
- Allium parviflorum Thuill.
- Allium scabrum Gilib.
- Allium virens Lam.
- Allium virescens Lam.
- Cepa oleracea (L.) Bernh.
- Codonoprasum alpicola Jord. & Fourr.
- Codonoprasum complanatum (Boreau) Fourr.
- Codonoprasum intermedium Rchb.
- Codonoprasum oleraceum (L.) Rchb.
- Codonoprasum viridiflorum Schur
- Porrum oleraceum (L.) Moench
- Raphione oleracea (L.) Salisb.[7]